# Vocaloid
Vocaloid (ボーカロイド, Bōkaroido) (estilizado VOCALOID) é um software de síntese de voz. Apoiado pela Yamaha Corporation, desenvolveu o software para o produto comercial "Vocaloid". O software permite aos usuários sintetizar "cantar" digitando letras e melodia. Ele usa a tecnologia de sintetização com vocais especialmente gravados de atores de voz ou cantores. Para criar uma música, o usuário deve inserir a melodia e letra. Uma interface tipo rolo de piano é usada para inserir a melodia e as letras podem ser inseridas em cada nota. O software pode mudar a velocidade das pronúncias, adicionar efeitos como vibrato, ou alterar a dinâmica e/ou tom da voz. Cada Vocaloid é vendido como "um cantor em uma caixa", projetado para atuar como um substituto para um cantor real.

## História do Desenvolvimento

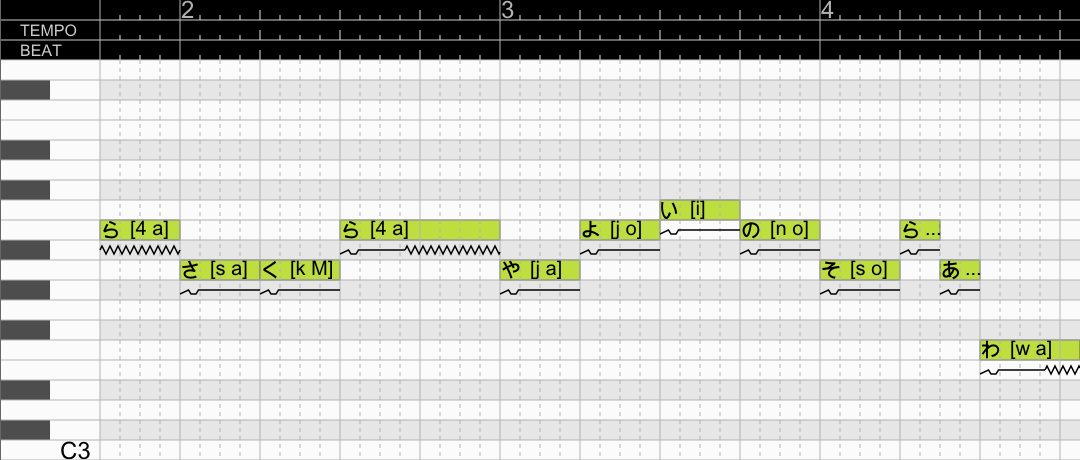
Sakura Sakura

### Vocaloid
A Yamaha iniciou o desenvolvimento do Vocaloid em março de 2000 e anunciou o produto pela primeira vez na convenção alemã Musikmesse entre 5 e 9 de março de 2003. Os primeiros Vocaloids, Leon e Lola, foram lançados pelo estúdio Zero-G em 3 de março de 2004, sendo vendidos como "Vocalistas Virtuais de Soul". Leon e Lola apareceram pela primeira vez no NAMM Show em 15 de janeiro de 2004. Leon e Lola também foram demonstrados no estande da Zero-G Limited durante a Wired Nextfest e ganharam o 2005 Electronic Musician Editor's Choice Award. O estúdio Zero-G lançou Miriam, utilizando a voz de Miriam Stockley, em julho de 2004. No mesmo ano, Crypton Future Media também lançou o seu primeiro Vocaloid, que se chamava MEIKO.
Em junho de 2005, a Yamaha atualizou a versão do Vocaloid para 1.1. Um patch foi lançado posteriormente para atualizar todas as versões do Vocaloid para 1.1.2, adicionando novas funções ao programa, mas também alterava os resultados obtidos pelo software.
Um total de cinco produtos Vocaloid foram lançados entre 2004 e 2006.
O Vocaloid não tinha tecnologia rival para competir quando foi lançado, e a versão em inglês somente competia com o lançamento do software Cantor da VirSyn.
A Yamaha cessou a venda dos cantores virtuais LEON, LOLA, MIRIAM, MEIKO V1 e KAITO V1 no dia 1.º de Janeiro de 2014.

### Vocaloid 2
O Vocaloid 2 foi anunciado em 2007. Todo o programa foi completamente recriado. Várias novas funções foram implementadas. Essa versão não suporta bancos de voz criados para seu antecessor. Além da versão para PC, serviços NetVocaloid são oferecidos.
A Yamaha anunciou uma versão do Vocaloid 2 para o iPhone e iPad, que foi exibido na Y2 Autumn 2010 Digital Content Expo no Japão. Posteriormente, essa versão do software foi lançada utilizando a voz do próprio Vocaloid da Yamaha, chamado VY1.
O Vocaloid 2 utiliza o arquivo .vsq para salvar projetos e também aceita arquivos .mid da versão anterior. Porém, ele não aceita arquivos .vsqx de seu sucessor, o Vocaloid 3.
Em 2011, havia sete estúdios envolvidos com a produção e distribuição de Vocaloids. Dois estúdios envolvidos somente em inglês, quatro estúdios somente em japonês e um em ambos os idiomas.
No final de 2011, a Yamaha parou completamente o desenvolvimento do Vocaloid e Vocaloid 2.
Em 30 março de 2016, a Yamaha descontinuou o Vocaloid 2 fechando a função de importa-lo para as novas gerações (entretanto a Crypton continuar apenas com Vocaloids deles mesmos, PowerFx e Zero-G)

### Vocaloid 3
O Vocaloid 3 foi lançado em 21 de outubro de 2011, junto com vários produtos em japonês e o primeiro Vocaloid capaz de cantar em coreano. Vários estúdios estão providenciando atualizações para permitir que os bancos de voz do Vocaloid 2 sejam aceitos pelo Vocaloid 3. Também será incluso o software "Vocalistener", que ajusta os parâmetros iterativamente de uma gravação de um usuário cantando para criar vozes sintetizadas naturais. O programa suportará idiomas adicionais incluindo chinês, coreano, e espanhol/catalão. Ele também é capaz de utilizar plug-ins e trocar entre o modo normal e "clássico" para resultados menos realísticos. Ao contrário das versões anteriores, os bancos de voz e o programa de edição principal são vendidos separadamente. Os bancos de voz somente contém uma "minúscula" versão do programa de edição. A Yamaha também irá permitir a criação de plug-ins e o uso do Vocaloid 3 em video-games.
O Vocaloid 3 salva os projetos em arquivos .vsqx (Vocaloid sequence), mas também é possível importar arquivos .vsq do Vocaloid 2, e .mid do Vocaloid.
Uma nova tecnologia foi usada para recuperar a voz do cantor Hitoshi Ueki, que faleceu em 2007. Essa foi a primeira tentativa de recuperar um cantor cuja voz foi perdida. Isso foi considerado possível desde o lançamento do software em 2004.

### Vocaloid 4
O Vocaloid 4 foi mencionado em 28 de outubro de 2014 em resposta de um e-mail que fãs mandaram para a empresa PowerFX sobre sua nova "Vocaloid 3" Ruby (que agora será lançada para o V4). Bil Bryant (produtor da PowerFX) disse que a Yamaha lançaria o editor em breve.
Em uma conferência da YAMAHA dia 20 de Novembro de 2014, foi anunciado o lançamento do Vocaloid 4 Editor, junto com o banco de voz da VY1V4. Na conferência, foram mostradas algumas novas funções do software, e algumas empresas confirmaram novos bancos de vozes para o Vocaloid 4, como a Crypton Future Media, anunciando que os bancos de Megurine Luka e Kagamine Len e Rin, que seriam lançados para o V3, agora serão lançados para o V4, falando também sobre um novo banco em inglês para Hatsune Miku, e a AH Software, que também confirmou que todos os seus Vocaloids teriam um update para o V4.
O Editor foi lançado, junto com VY1V4, dia 17 de Dezembro de 2014.

### Vocaloid 5
O Vocaloid 5 foi revelado em 11 de julho de 2018.

### Vocaloid6 AI
Após o grande fracasso de seu antecessor, o Vocaloid 6 foi lançado dia 13 de outubro de 2022. Foi o primeiro a usar tecnologia de Inteligência Artificial para cantar fazendo até o mesmo banco de voz poder cantar em várias línguas sem precisar trocar de banco de voz.

## Lista de Vocaloids

### Vocaloid
Nota: o Vocaloid1 não está mais a venda desde o dia 1 de janeiro de 2014. Porém em 2015 a Crypton Future Media, voltou a vender suas últimas unidades MEIKO e KAITO
| Produto | Desenvolvedor                           | Idioma  | Sexo      | Fornecedor(a) de Voz | Data de Lançamento      |
| ------- | --------------------------------------- | ------- | --------- | -------------------- | ----------------------- |
| Lola    | Zero-G                                  | Inglês  | Feminino  |                      | 15 de janeiro de 2004   |
| Leon    | Zero-G                                  | Inglês  | Masculino |                      | 15 de março de 2004     |
| Miriam  | Zero-G                                  | Inglês  | Feminino  | Miriam Stockley      | 23 de agosto de 2004    |
| MEIKO   | Yamaha Corporation Crypton Future Media | Japonês | Feminino  | MEIKO Haigō          | 5 de novembro de 2004   |
| KAITO   | Yamaha Corporation Crypton Future Media | Japonês | Masculino | Naoto Fūga           | 17 de fevereiro de 2006 |

### Vocaloid 2
Nota: o Vocaloid 2 não está mais a venda desde o dia 31 de janeiro de 2015. Com a exceção dos Vocaloids ingleses Sweet Ann, Prima, Sonika, Big Al e Tonio.
| Produto                   | Desenvolvedor                                         | Idioma         | Sexo                           | Fornecedor(a) de Voz                                                   | Data de Lançamento     |
| ------------------------- | ----------------------------------------------------- | -------------- | ------------------------------ | ---------------------------------------------------------------------- | ---------------------- |
| Sweet Ann                 | PowerFX                                               | Inglês         | Feminino                       | Jodi Martin                                                            | 29 de junho de 2007    |
| Hatsune Miku              | Crypton Future Media                                  | Japonês        | Feminino                       | Saki Fujita                                                            | 31 de agosto de 2007   |
| Kagamine Rin & Len        | Crypton Future Media                                  | Japonês        | Feminino (Rin) Masculino (Len) | Asami Shimoda                                                          | 27 de dezembro de 2007 |
| Prima                     | Zero-G                                                | Inglês         | Feminino                       |                                                                        | 14 de janeiro de 2008  |
| Kagamine Rin & Len ACT2   | Crypton Future Media                                  | Japonês        | Feminino (Rin) Masculino (Len) | Asami Shimoda                                                          | 18 de julho de 2008    |
| Gackpoid: Kamui Gakupo    | Internet Co., Ltd.                                    | Japonês        | Masculino                      | Gackt                                                                  | 31 de julho de 2008    |
| Megurine Luka             | Crypton Future Media                                  | Japonês Inglês | Feminino                       | Yū Asakawa                                                             | 30 de janeiro de 2009  |
| Megpoid                   | Internet Co., Ltd.                                    | Japonês        | Feminino                       | Megumi Nakajima                                                        | 25 de junho de 2009    |
| Sonika                    | Zero-G                                                | Inglês         | Feminino                       |                                                                        | 14 de julho de 2009    |
| SF-A2 Miki                | AH Software                                           | Japonês        | Feminino                       | Miki Furukawa                                                          | 4 de dezembro de 2009  |
| Kaai Yuki                 | AH Software                                           | Japonês        | Feminino                       |                                                                        | 4 de dezembro de 2009  |
| Hiyama Kiyoteru           | AH Software                                           | Japonês        | Masculino                      | Kiyoshi Hiyama                                                         | 4 de dezembro de 2009  |
| Big Al                    | PowerFX                                               | Inglês         | Masculino                      | Michael King (antes do lançamento) Frank Sanderson (após o lançamento) | 22 de dezembro de 2009 |
| Hatsune Miku Append       | Crypton Future Media                                  | Japonês        | Feminino                       | Saki Fujita                                                            | 30 de abril de 2010    |
| Tonio                     | Zero-G                                                | Inglês         | Masculino                      |                                                                        | 14 de julho de 2010    |
| Lily                      | Yamaha Corporation Avex Management Internet Co., Ltd. | Japonês        | Feminino                       | Yūri Masuda (M.o.v.e)                                                  | 25 de agosto de 2010   |
| VY1                       | Yamaha Corporation Bplats                             | Japonês        | Unisex (Feminino)              |                                                                        | 1 de setembro de 2010  |
| Gachapoid: Ryūto          | Internet Co., Ltd.                                    | Japonês        | Masculino                      | Kuniko Amemiya                                                         | 8 de outubro 2010      |
| Nekomura Iroha            | AH Software                                           | Japonês        | Feminino                       | Kyounosuke Yoshitate                                                   | 22 de outubro de 2010  |
| Utatane Piko              | Sony Music Entertainment Japan Ki/oon Records Inc.    | Japonês        | Masculino                      | Piko                                                                   | 8 de dezembro de 2010  |
| Kagamine Rin & Len Append | Crypton Future Media                                  | Japonês        | Feminino (Rin) Masculino (Len) | Asami Shimoda                                                          | 27 de dezembro de 2010 |
| VY2                       | Yamaha Corporation Bplats                             | Japonês        | Unisex (Masculino)             |                                                                        | 25 de abril de 2011    |
| Sonika*                   | Zero-G E-Capsule                                      | Inglês         | Feminino                       |                                                                        | 7 de setembro de 2011  |
| Prima*                    | Zero-G E-Capsule                                      | Inglês         | Feminino                       |                                                                        | 7 de setembro de 2011  |
| Tonio*                    | Zero-G E-Capsule                                      | Inglês         | Masculino                      |                                                                        | 7 de setembro de 2011  |
| Sweet Ann*                | PowerFX E-Capsule                                     | Inglês         | Feminino                       | Jodi Martin                                                            | 7 de setembro de 2011  |
| Big Al*                   | PowerFX E-Capsule                                     | Inglês         | Masculino                      | Frank Sanderson                                                        | 7 de setembro de 2011  |
| Megurine Luka*            | Crypton Future Media E-Capsule                        | Japonês Inglês | Feminino                       | Yū Asakawa                                                             | Março de 2013          |

*Apenas vendido em Taiwan com novas boxarts(com exceção de Megurine Luka) e algumas configurações como correções de bugs (como em Sonika), e ter a interface em chinês

### Vocaloid 3
| Produto                     | Desenvolvedor                                         | Idioma            | Sexo                | Fornecedor(a) de Voz                           | Data de Lançamento      |
| --------------------------- | ----------------------------------------------------- | ----------------- | ------------------- | ---------------------------------------------- | ----------------------- |
| Mew                         | Yamaha Corporation                                    | Japonês           | Feminino            | Miu Sakamoto                                   | 21 de Outubro de 2011   |
| SeeU                        | SBS Artech                                            | Coreano e Japonês | Feminino            | Kim Dahee                                      | 21 de Outubro de 2011   |
| V3 MEGPOID                  | INTERNET CO, Ltd                                      | Japonês           | Feminino            | Megumi Nakajima                                | 21 de Outubro de 2011   |
| VY1V3                       | Yamaha Corporation Bplats                             | Japonês           | Unissex (Feminino)  |                                                | 21 de Outubro de 2011   |
| Tone Rion                   | MoeJapan                                              | Japonês           | Feminino            | Nemu Yumemi                                    | 16 de dezembro de 2011  |
| Oliver                      | Power FX VocaTone                                     | Inglês            | Masculino           | Humphrey Keeper                                | 21 de dezembro de 2011  |
| CUL                         | INTERNET CO,Ltd                                       | Japonês           | Feminino            | Eri Kitamura                                   | 22 de dezembro de 2011  |
| Yuzuki Yukari               | AH Software                                           | Japonês           | Feminino            | Chihiro Ishiguro                               | 21 de dezembro de 2011  |
| Bruno                       | Voctro Labs                                           | Espanhol          | Masculino           |                                                | 24 de dezembro de 2011  |
| Clara                       | Voctro Labs                                           | Espanhol          | Feminino            |                                                | 24 de dezembro de 2011  |
| IA -ARIA ON THE PLANETES-   | 1ST Place                                             | Japonês           | Feminino            | Lia                                            | 27 de janeiro de 2012   |
| MEGPOID Native              | INTERNET CO,Ltd                                       | Japonês           | Feminino            | Megumi Nakajima                                | 15 de Março de 2012     |
| Aoki Lapis                  | i-Style Project Studio Deen Surfer’s Paradise         | Japonês           | Feminino            | Eguchi Nako                                    | 6 de Abril de 2012      |
| V3 Lily                     | Yamaha Corporation Avex Management Internet Co., Ltd. | Japonês           | Feminino            | Yūri Masuda                                    | 19 de Abril de 2012     |
| Luo Tianyi                  | Shanghai He Nian                                      | Chinês (mandarim) | Feminino            | Shan Xin                                       | 12 de julho de 2012     |
| V3 Gackpoid                 | Internet Co. Ltd                                      | Japonês           | Masculino           | Gackt                                          | 13 de julho de 2012     |
| VY2V3                       | Yamaha Corporation Bplats                             | Japonês           | Unissex (Masculino) |                                                | 19 de outubro de 2012   |
| Mayu                        | EXIT TUNES                                            | Japonês           | Feminino            | Mayumi Morinaga Arai                           | 5 de Dezembro de 2012   |
| Avanna                      | Zero-G                                                | Inglês            | Feminino            | Rachel Dey                                     | 22 de dezembro de 2012  |
| KAITO V3                    | Crypton Future Media                                  | Japonês e Inglês  | Masculino           | Naoto Fuga                                     | 15 de Fevereiro de 2013 |
| English MEGPOID             | Internet Co. Ltd                                      | Inglês            | Feminino            | Megumi Nakajima                                | 28 de Fevereiro de 2013 |
| VY1V3 SE                    | Yamaha Corporation Bplats                             | Japonês           | Unissex (Feminino)  |                                                | 20 de março de 2013     |
| VY2V3 SE                    | Yamaha Corporation Bplats                             | Japonês           | Unissex (Masculino) |                                                | 20 de março de 2013     |
| AVANNA (apenas em Taiwan)   | Zero-G E-Capsule                                      | Inglês            | Feminino            | Rachel Dey                                     | março de 2013           |
| Oliver (apenas em Taiwan)   | Power FX Vocatone E-Capsule                           | Inglês            | Masculino           | Humphrey Keeper                                | março de 2013           |
| KAITO V3 (apenas em Taiwan) | Crypton Future Media E-Capsule                        | Japonês e Inglês  | Masculino           | Naoto Fuga                                     | Março de 2013           |
| Aoki Lapis SE               | i-Style Project Studio Deen Surfer’s Paradise         | Japonês           | Feminino            | Eguchi Nako                                    | 27 de abril de 2013     |
| Mew SE                      | Yamaha Corporation                                    | Japonês           | Feminino            | Miu Sakamoto                                   | abril de 2013           |
| ZOLA PROJECT                | Yamaha Corporation                                    | Japonês           | Masculino Triplo    | ZOLA lab: Minorun (YUU) Nanox (KYO) Maui (WIL) | 20 de Junho de 2013     |
| Yan He                      | Shanghai He Nian                                      | Chinês (mandarim) | Feminino            | Liu Seira                                      | 11 de Julho de 2013     |
| Tone Rion SE                | MoeJapan                                              | Japonês           | Feminino            | Nemu Yumemi                                    | agosto de 2013          |
| Hatsune Miku V3 English     | Crypton Future Media                                  | Inglês            | Feminino            | Saki Fujita                                    | 31 de agosto de 2013    |
| YOHIOloid                   | Power Fx Vocatone                                     | Inglês e Japonês  | Masculino           | YOHIO                                          | 10 de setembro de 2013  |
| Hatsune Miku V3             | Crypton Future Media                                  | Japonês           | Feminino            | Saki Fujita                                    | 26 de setembro de 2013  |
| Hatsune Miku V3 Bundle      | Crypton Future Media                                  | Japonês e Inglês  | Feminino            | Saki Fujita                                    | 26 de setembro de 2013  |
| MAIKA                       | Voctro Labs La Oreja de Van Gogh                      | Espanhol          | Feminino            | Leire Martínez                                 | 18 de Dezembro de 2013  |
| Merli                       | i-Style Project Studio Deen Surfer’s Paradise         | Japonês           | Feminino            | Misaki Kamata                                  | 24 de Dezembro de 2013  |
| Macne Nana                  | MI7                                                   | Japonês e Inglês  | Feminino            | Haruna Ikezawa                                 | 31 de Janeiro de 2014   |
| MEIKO V3                    | Crypton Future Media                                  | Japonês e Inglês  | Feminino            | MEIKO Haigo                                    | 4 de Fevereiro de 2014  |
| Kokone                      | Internet Co. Ltd                                      | Japonês           | Feminino            |                                                | 14 de fevereiro de 2014 |
| Anon & Kanon                | Yamaha Corporation                                    | Japonês           | Feminino Duplo      |                                                | 3 de março de 2014      |
| vflower                     | Yamaha Corporation                                    | Japonês           | Feminino            |                                                | 9 de maio de 2014       |
| Tohoku Zunko                | AH Software                                           | Japonês           | Feminino            | Satomi Sato                                    | 5 de junho de 2014      |
| IA ROCKS                    | 1st Place                                             | Japonês           | Feminino            | Lia                                            | 27 de junho de 2014     |
| Galaco NEO (RED & BLUE)     | Internet Co. Ltd                                      | Japonês duplo     | Feminino            | Kou Shibasaki                                  | 5 de agosto de 2014     |
| RANA                        | We've Inc.                                            | Japonês           | Feminino            | Kakuma Ai                                      | 9 de setembro de 2014   |
| V3 GACHAPOID                | Internet Co. Ltd                                      | Japonês           | Masculino           | Kuniko Amemiya                                 | 17 de setembro de 2014  |
| Chika                       | Internet Co. Ltd                                      | Japonês           | Feminino            | Itou Chiaki                                    | 16 de outubro de 2014   |
| Xin Hua                     | GYNOID Yamaha corporation                             | Chinês (taiwanês) | Feminino            | Wang Wen Yi                                    | 10 de fevereiro de 2015 |
| Yuezheng Ling               | VOCANESE Yamaha Corporation                           | Chinês (mandarim) | Feminino            | Qi Inory                                       | 21 de julho de 2015     |

### Vocaloid 4
| Produto                                             | Desenvolvedor                       | Idioma                       | Sexo                           | Fornecedor(a) de Voz      | Data de Lançamento      |
| --------------------------------------------------- | ----------------------------------- | ---------------------------- | ------------------------------ | ------------------------- | ----------------------- |
| VY1V4                                               | Yamaha Corporation Bplats           | Japonês                      | Unissex (Feminino)             |                           | 17 de dezembro de 2014  |
| CYBER DIVA (VY3)                                    | Yamaha Corporation                  | Inglês                       | Feminino                       | Jenny Shima               | 4 de fevereiro de 2015  |
| Yuzuki Yukari V4 (Jun, Onn e Lin)                   | AH Software                         | Japonês triplo               | Feminino                       | Chihiro Ishiguro          | 18 de Março de 2015     |
| Megurine Luka V4X                                   | Crypton Future Media                | Japonês duplo e Inglês duplo | Feminino                       | Yū Asakawa                | 19 de Março de 2015     |
| Gackpoid V4 (NATIVE, WHISPER e POWER)               | Internet Co. Ltd                    | Japonês triplo               | Masculino                      | Gackt                     | 30 de abril de 2015     |
| SF-A2 Miki V4 (Natural)                             | AH Software                         | Japonês                      | Feminino                       | Miki Furukawa             | 18 de junho de 2015     |
| Nekomura Iroha V4 (Natural & Soft)                  | AH Software                         | Japonês                      | Feminino                       | Kyounosuke Yoshitate      | 18 de junho de 2015     |
| V4 flower                                           | Yamaha Corporation                  | japonês                      | feminino                       |                           | 16 de julho de 2015     |
| Sachiko                                             | Yamaha Corporation                  | japonês                      | feminino                       | Sachiko Kobayashi         | 27 de julho de 2015     |
| ARSloid (Akira Kano)                                | Universal Music                     | japonês                      | masculino                      | Oosemachi Keiichi (OH-SE) | 23 de setembro de 2015  |
| Ruby                                                | PowerFx VocaTone                    | Inglês                       | Feminino                       | Misha                     | 7 de outubro de 2015    |
| Kaai Yuki V4                                        | AH Software                         | Japonês                      | Feminino                       |                           | 29 de outubro de 2015   |
| Hiyama Kiyoteru V4                                  | AH Software                         | Japonês                      | Masculino                      | Kiyoshi Hiyama            | 29 de outubro de 2015   |
| MEGPOID V4                                          | Internet Co.                        | Japonês                      | Feminino                       | Megumi Nakajima           | 5 de novembro de 2015   |
| Dex                                                 | Zero-G Limited                      | Inglês                       | Masculino                      | Kenji-B                   | 20 de novembro de 2015  |
| Daina                                               | Zero-G Limited                      | Inglês                       | Feminino                       | AkiGlancy/EmpathP         | 20 de novembro de 2015  |
| RANA V4                                             | We've Inc.                          | Japonês                      | Feminino                       | Kakuma Ai                 | 1 de dezembro de 2015   |
| Kagamine Rin & Len V4X                              | Crypton Future Media                | Japonês                      | Feminino (Rin) Masculino (Len) | Asami Shimoda             | 24 de dezembro de 2015  |
| Kagamine Rin & Len V4 English                       | Crypton Future Media                | Inglês                       | Feminino (Rin) Masculino (Len) | Asami Shimoda             | 24 de dezembro de 2015  |
| Kagamine Rin & Len V4X Bundle                       | Crypton Future Media                | Japonês e Inglês             | Feminino (Rin) Masculino (Len) | Asami Shimoda             | 24 de dezembro de 2015  |
| Unity-chan                                          | Unity Technologies Japan            | Japonês                      | Feminino                       | Kakumoto Asuka            | 14 de janeiro de 2016   |
| Fukase                                              | Yamaha corporation                  | japonês e inglês             | masculino                      | Satoshi Fukase            | 28 de janeiro de 2016   |
| Stardust (Xingcheng)                                | Shanghai He Nian Beijing Photek S&T | Chinês (mandarin)            | Feminino                       | Chalili                   | 13 de abril de 2016     |
| Otomachi Una                                        | Internet co. MTK                    | japonês                      | feminino duplo                 | Aimi Tanaka               | 30 de julho de 2016     |
| Hatsune Miku V4X                                    | Crypton Future Media                | japonês                      | feminino                       | Saki Fujita               | 31 de agosto de 2016    |
| Hatsune Miku V4 English                             | Crypton Future Media                | Inglês                       | feminino                       | Saki Fujita               | 31 de agosto de 2016    |
| Hatsune Miku V4X Bundle                             | Crypton Future Media                | japonês e inglês             | feminino                       | Saki Fujita               | 31 de agosto de 2016    |
| Tohoku Zunko V4                                     | AH Software                         | japonês                      | feminino                       | Satomi Sato               | 27 de outubro de 2016   |
| CYBER SONGMAN (VY4)                                 | Yamaha Corporation                  | Inglês                       | Masculino                      |                           | 31 de outubro de 2016   |
| Macne Nana V4 (Macne Nana + Macne Nana Petit)       | AH Software                         | japonês duplo e inglês       | feminino                       | Haruna Ikezawa            | 15 de dezembro de 2016  |
| UNI                                                 | ST Media                            | Coreano                      | Feminino                       |                           | 14 de fevereiro de 2017 |
| Tone Rion V4                                        | MoeJapan                            | Japonês                      | Feminino                       | Nemu Yumemi               | 16 de fevereiro de 2017 |
| Yumemi Nemu                                         | MoeJapan                            | Japonês                      | Feminino                       | Nemu Yumemi               | 16 de fevereiro de 2017 |
| Yuezheng Longya                                     | Shanghai He Nian                    | Chinês (mandarim)            | masculino                      | Jie Zheng                 | 24 de junho de 2017     |
| Masaoka Azuki V4                                    | SEGA                                | Japonês                      | Feminino                       | Yuka Ootsubo              | 11 de julho de 2017     |
| Kobayashi Matcha V4                                 | SEGA                                | Japonês                      | Feminino                       | Ayaka Oohashi             | 11 de julho de 2017     |
| LUMI                                                | AVA (Akatsuki Virtual Artists)      | Japonês                      | Feminino                       | Sayaka Ohara              | 30 de agosto de 2017    |
| Xin Hua V4                                          | Gynoid Co., Ltd.                    | Chinês (taiwanês)            | feminino                       | Wang Wen Yi               | 1 de setembro de 2017   |
| Chuyin Weilai V4 Zhongwen (Hatsune Miku V4 Chinese) | Crypton Future Media                | chinês (mandarim)            | feminino                       | Saki Fujita               | 10 de setembro de 2017  |
| Xin Hua Japanese                                    | Gynoid Co., Ltd.                    | Japonês                      | feminino                       | Wang Wen Yi               | 22 de setembro de 2017  |
| Luo Tianyi V4                                       | Shanghai He Nian                    | chinês (mandarin)            | feminino                       | Shan Xin                  | 30 de dezembro de 2017  |
| Kizuna Akari                                        | AH Software                         | Japonês                      | Feminino                       |                           | 26 de abril de 2018     |
| Luo Tianyi V4 Japanese                              | Shanghai He Nian                    | Japonês                      | feminino                       | Shan Xin; Kano            | 21 de maio de 2018      |
| Mirai Komachi                                       | Namco Bandai                        | Japonês                      | Feminino                       |                           | 24 de maio de 2018      |
| Zhiyu Moke                                          | Shanghai He Nian                    | Chinês (mandarim)            | Masculino                      | Su Shangqing              | 10 de julho de 2018     |
| Mo Qingxian                                         | Shanghai He Nian                    | Chinês (mandarim)            | Feminino                       | Mingyue                   | 24 de julho de 2018     |

### Vocaloid 5
| Produto             | Desenvolvedor      | Idioma            | Sexo                | Fornecedor(a) de Voz | Data de Lançamento      |
| ------------------- | ------------------ | ----------------- | ------------------- | -------------------- | ----------------------- |
| VY1V5               | Yamaha Corporation | Japonês           | Feminino (Unissex)  |                      | 11 de julho de 2018     |
| VY2V5               | Yamaha Corporation | Japonês           | Masculino (Unissex) |                      | 11 de julho de 2018     |
| CYBER DIVA II       | Yamaha Corporation | Inglês            | Feminino            | Jenny Shima          | 11 de julho de 2018     |
| CYBER SONGMAN II    | Yamaha Corporation | Inglês            | Masculino           |                      | 11 de julho de 2018     |
| Amy                 | Yamaha Corporation | Inglês            | Feminino            |                      | 11 de julho de 2018     |
| Chris               | Yamaha Corporation | Inglês            | Masculino           |                      | 11 de julho de 2018     |
| Kaori               | Yamaha Corporation | Japonês           | Feminino            |                      | 11 de julho de 2018     |
| Ken                 | Yamaha Corporation | Japonês           | Masculino           |                      | 11 de julho de 2018     |
| Haruno Sora         | AH Software        | Japonês           | Feminino            | Inoue Kikoku         | 26 de julho de 2018     |
| Mikoto & Hime Meika | GYNOID             | Japonês           | Unissex             | Kotori Kouwai        | 30 de Março de 2019     |
| Luo Tianyi V5       | Shanghai He Nian   | Chinês (mandarim) | Feminino            | Shan Xin             | 12 de fevereiro de 2023 |
| Yuezheng Ling V5    | Shanghai He Nian   | Chinês (mandarim) | Feminino            | Qi Inory             | 12 de fevereiro de 2023 |
| YANHE V5            | Shanghai He Nian   | Chinês (mandarim) | Feminino            | Ryu Seira            | 12 de fevereiro de 2023 |

### Vocaloid 6
| Produto         | Desenvolvedor       | Idioma    | Sexo             | Fornecedor(a) de Voz                 | Data de Lançamento      |
| --------------- | ------------------- | --------- | ---------------- | ------------------------------------ | ----------------------- |
| Sarah           | Yamaha Corporation  | Inglês    | Feminino         |                                      | 13 de outubro de 2022   |
| Allen           | Yamaha Corporation  | Inglês    | Masculino        |                                      | 13 de outubro de 2022   |
| Haruka          | Yamaha Corporation  | Japonês   | Feminino         |                                      | 13 de outubro de 2022   |
| Akito           | Yamaha Corporation  | Japonês   | Masculino        |                                      | 13 de outubro de 2022   |
| AI MEGPOID      | Internet Co.        | Japonês ) | Feminino         | Megumi Nakajima                      | 13 de outubro de 2022   |
| Po-uta          | Yamaha Corporation  | Inglês    | Masculino        | Potter Robinson                      | 7 de março de 2023      |
| Fuiro           | nana Music Co., Ltd | Japonês   | Feminino         | Taki Takota                          | 9 de maio de 2023       |
| ZOLA PROJECT V6 | Yamaha Corporation  | Japonês   | Masculino Triplo | Minorun (YUU) Nanox (KYO) Maui (WIL) | 20 de Junho de 2023     |
| AI Otomachi Una | Internet co. MTK    | Japonês   | Feminino duplo   | Aimi Tanaka                          | 22 de junho de 2023     |
| Sakura          | Yamaha Corporation  | Japonês   | Feminino         |                                      | 25 de dezembro de 2023  |
| Asahi           | Yamaha Corporation  | Japonês   | Masculino        |                                      | 25 de dezembro de 2023  |
| Shion           | Yamaha Corporation  | Japonês   | Feminino         |                                      | 25 de dezembro de 2023  |
| Taku            | Yamaha Corporation  | Japonês   | Masculino        |                                      | 25 de dezembro de 2023  |
| Michelle        | Yamaha Corporation  | Inglês    | Femino           |                                      | 19 de Fevereiro de 2024 |
| Lucas           | Yamaha Corporation  | Inglês    | Masculino        |                                      | 19 de Fevereiro de 2024 |
| Hibiki Koto     | Internet Co.        | Japonês   | Feminino         | Leon Tachibana                       | 18 de Abril de 2024     |
| Kemonone Row    | MUGEN Co.           | Japonês   | Masculino        | Yuuma                                | 24 de Abril de 2024     |

### NEO
NEO são apenas para MAC
| Produto                 | Desenvolvedor                                         | Idioma           | Sexo                | Fornecedor(a) de Voz                           | Data de Lançamento      |
| ----------------------- | ----------------------------------------------------- | ---------------- | ------------------- | ---------------------------------------------- | ----------------------- |
| Mew NEO                 | Yamaha Corporation                                    | Japonês          | Feminino            | Miu Sakamoto                                   | 5 de agosto de 2013     |
| VY1V3 NEO               | Yamaha Corporation Bplats                             | Japonês          | Unissex (Feminino)  |                                                | 5 de agosto de 2013     |
| Aoki Lapis NEO          | i-Style Project Studio Deen Surfer’s Paradise         | Japonês          | Feminino            | Eguchi Nako                                    | 19 setembro de 2013     |
| ZOLA Project NEO        | Yamaha Corporation                                    | Japonês          | Masculino Triplo    | ZOLA lab: Minorun (YUU) Nanox (KYO) Maui (WIL) | 19 de setembro d 2013   |
| VY2V3 NEO               | Yamaha Corporation Bplats                             | Japonês          | Unissex (Masculino) |                                                | outubro de 2013         |
| Hatsune Miku V3 English | Crypton Future Media                                  | Inglês           | Feminino            | Saki Fujita                                    | 31 de agosto de 2013    |
| Hatsune Miku V3         | Crypton Future Media                                  | Japonês          | Feminino            | Saki Fujita                                    | 26 de setembro de 2013  |
| Hatsune Miku V3 Bundle  | Crypton Future Media                                  | Japonês e Inglês | Feminino            | Saki Fujita                                    | 26 de setembro de 2013  |
| IA NEO                  | 1st Place                                             | Japonês          | Feminino            | Lia                                            | 7 de dezembro de 2013   |
| MAIKA                   | Voctro Labs La Oreja de Van Gogh                      | Espanhol         | Feminino            | Leire Martínez                                 | 18 de Dezembro de 2013  |
| Yuzuki Yukari           | AH Software                                           | Japonês          | Feminino            | Chihiro Ishiguro                               | 19 de Dezembro de 2013  |
| Merli                   | i-Style Project Studio Deen Surfer’s Paradise         | Japonês          | Feminino            | Misaki Kamata                                  | 24 de Dezembro de 2013  |
| Macne Nana              | MI7                                                   | Japonês e Inglês | Feminino            | Haruna Ikezawa                                 | 31 de Janeiro de 2014   |
| MEIKO V3                | Crypton Future Media                                  | Japonês e Inglês | Feminino            | MEIKO Haigo                                    | 4 de Fevereiro de 2014  |
| Kokone                  | Internet Co. Ltd                                      | Japonês          | Feminino            |                                                | 14 de fevereiro de 2014 |
| KAITO V3                | Crypton Future Media                                  | Japonês e Inglês | Mascuino            | Naoto Fuuga                                    | 15 de Fevereiro de 2014 |
| V3 MEGPOID              | Internet Co. Ltd                                      | Japonês          | Feminino            | Megumi Nakajima                                | 26 de fevereiro de 2014 |
| MEGPOID - Native        | Internet Co. Ltd                                      | Japonês          | Feminino            | Megumi Nakajima                                | 26 de fevereiro de 2014 |
| MEGPOID English         | Internet Co. Ltd                                      | Inglês           | Feminino            | Megumi Nakajima                                | 26 de fevereiro de 2014 |
| V3 Lily                 | Yamaha Corporation Avex Management Internet Co., Ltd. | Japonês          | Feminino            | Yūri Masuda                                    | 26 de fevereiro de 2014 |
| V3 GACKPOID             | Internet Co., Ltd.                                    | Japonês          | Masculino           | Gackt                                          | 26 de fevereiro de 2014 |
| CUL                     | Internet Co., Ltd.                                    | Japonês          | Feminino            | Eri Kitamura                                   | 26 de fevereiro de 2014 |
| Anon & Kanon            | Yamaha Corporation                                    | Japonês          | Feminino Duplo      |                                                | 3 de março de 2014      |
| vflower                 | Yamaha Corporation                                    | Japonês          | Feminino            |                                                | 9 de maio de 2014       |
| Tohoku Zunko            | AH Software                                           | Japonês          | Feminino            | Satomi Sato                                    | 5 de junho de 2014      |
| IA ROCKS                | 1st Place                                             | Japonês          | Feminino            | Lia                                            | 27 de junho de 2014     |
| Galaco NEO (RED & BLUE) | Internet Co. Ltd                                      | Japonês duplo    | Feminino            | Kou Shibasaki                                  | 5 de agosto de 2014     |
| V3 GACHAPOID            | Internet Co. Ltd                                      | Japonês          | Masculino           | Kuniko Amemiya                                 | 17 de setembro de 2014  |
| Chika                   | Internet Co. Ltd                                      | Japonês          | Feminino            | Itou Chiaki                                    | 16 de outubro de 2014   |

### Privados
| Produto                             | Desenvolvedor                                 | Idioma                   | Sexo                              | Fornecedor(a) de Voz                        | Notas |
| ----------------------------------- | --------------------------------------------- | ------------------------ | --------------------------------- | ------------------------------------------- | --- |
| Akikoloid-chan                      | Internet CO., Ltd Lawson, Inc.                | Japonês                  | Feminino                          | Arimoto                                     | Seu uso era exclusivo da rede de konbini Lawson. Recentemente a Lawson terminou o projeto VOCALAWSON. Não há notícias oficiais se o banco será público algum dia. |
| galaco                              | Internet CO., Ltd                             | Japonês                  | Feminino                          | Kou Shibasaki                               | Prêmio de um concurso de músicas feita pela Yamaha. No dia 31 de outubro de 2013 a Yamaha fechou o servidor de ativação dela, tornado impossível reativa-lá, mas a Yamaha anunciou outro banco de voz mais parecida com a voz de Kou Shibasaki |
| Ueki-loid                           | Yamaha Corporation, Music Airport Inc         | Japonês                  | Masculino                         | Hitoshi Ueki; Hiro Kouichi                  | Tentativa de recuperação de voz de alguém já falecido. Ele usa gravações do humorista Hitoshi Ueki e de seu filho mais velho passando por complexos cálculos matemáticos para simular o mais próximo da voz de seu pai. Seu banco foi usado unicamente para gravar um CD chamado "Legend of Vocaloid - Ueki-Loid" |
| "AI" (Metal Gear "ZEKE")            | Kojima Productions                            | Japonês e Inglês         | Masculino                         |                                             | ZEKE é muito provavelmente apenas um codinome, foi apenas utilizando no jogo Metal Gear Solid: Peace Walker usando o engenho VOCALOID-flex |
| Project if...                       | Crypton Future Media                          | Japonês                  |                                   |                                             | Conjunto de vocais infantis. O projeto aparenta ser abandonado e não há mais detalhes publicados. Os bancos demonstrados (em estágio alpha ou beta) foram produzidos no Vocaloid 2 |
| Anri Rune                           | TV Fuji                                       | Japonês                  | Feminino                          |                                             | Apresentadora virtual de TV, descontinuada. |
| Masaoka Azuki Kobayashi Matcha (V2) | SEGA                                          | Japonês                  | Feminino duplo                    | Yuka Ootsubo (Azuki) Ayaka Oohashi (Matcha) | Seus bancos de voz só serão usados pela SEGA para a série de jogos Project 575. Assim como Zeke, são baseados numa versão privada Lite do Vocaloid 2 |
| ONA                                 | Voctro Labs La Oreja de Van Gogh              | Catalão                  | Feminino                          | Leire Martínez                              | ONA é uma mascote privada da Voctro Labs. Ela utiliza o mesmo banco de MAIKA, normalmente num tom de voz maduro/adulto e representa seu uso no idioma catalão |
| Hide                                | Yamaha corporation                            | Japonês                  | Masculino                         | Hideto Matsumoto                            | Segunda tentativa de recuperação vocal, desta vez do guitarrista Hide da banda X-Japan morto em 1998. |
| Kojiloid                            | Crypton Future Media                          | Inglês                   | Masculino                         | "Kojima"                                    | Professor de inglês contratado pela Crypton, seu banco serviu como base para a Hatsune Miku V3 English. |
| COCOROBO                            | SHARP                                         | Japonês                  | Feminino                          | Ibuki Kido                                  | Vocaloid da SHARP Corporation que é utilizado nos modelos do aspirador de pó Cocorobo RX-V200 e RX-CLV1-P. Não se sabe se seu banco de voz será vendido. |
| Zhang Chuchu                        | Shanghai Wangcheng Information Technology Co. | chinês (mandarim)        | feminino                          | Wan Su                                      | Chuchu originalmente seria comercializada, porém apenas algumas pessoas foram autorizadas para utilização. |
| King (Yuecheng)                     | Shanghai Wangcheng Information Technology Co. | chinês (mandarim)        | masculino                         | Feilünuochen                                | O mesmo de Zhang Chuchu |
| VIVI                                | Zero-G PurinxPop                              | Inglês, Japonês e Chinês | Feminino                          | TS99                                        | VIVI originalmente seria lançada para o Vocaloid 4 porém com o fim da geração V4, VIVI foi cancelada. Seus bancos foram vazados na internet em 2018. Outras variantes de VIVI são a UTAU Ryone Yami e a SynthV ANRI. |
| Charlie                             | Yamaha Corporation                            | Japonês                  | masculino                         |                                             | Charlie é um tipo de assistente virtual criado pela Yamaha voltado para mulheres solteiras. Contém algumas frases e músicas pré-programadas porém seu banco original não é comercializado. |
| Vocaloid:AI                         | Yamaha Corporation                            | Japonês                  | Feminino                          | Hibari Misora                               | Terceira tentativa de recuperação de voz de alguém já falecido. Seu banco foi criado na Versão Vocaloid 3 e foi usado como protótipo para a criação da versão Vocaloid6 AI anos mais tarde. |
| Kasane Teto V4                      | AH Software Twindrill Group                   | Japonês                  | Feminino                          | Mayo Oyamano                                | Protótipo para um banco para o Vocaloid 4 da Kasane Teto. Porém com o fim do contrato da AHS com a Yamaha, Teto foi lançada anos mais tarde para o Synth V. Assim como VIVI, seu banco foi vazado na internet. |
| SeeU English                        | SBS Artech                                    | Inglês                   | Feminino                          | Kim Dahee                                   | SeeU teria um banco em inglês porém com a prisão de Kim Dahee em 2015 seu banco em inglês foi cancelado. |
| Bruno (protótipo)                   | Voctro Labs                                   | Espanhol/Catalão         | Masculino                         | Jordi Bonada                                | Protótipo para o Bruno para o Vocaloid1 e depois migrado para o Vocaloid 2. Seu banco de voz é completamente diferente de sua versão final lançada para o Vocaloid 3. |
| Ring Suzune e Hibiki Lui            | Vocanext                                      | Japonês                  | Feminino (Ring) e Masculino (Lui) | Kondo Mika (Ring); Não escolhido (Lui)      | Anunciados junto ao Vocaloid 3 no evento de lançamento; junto com SeeU, Aoki Lapis, Akikoloid-chan e Mew; Ring e Lui foram anunciados. Apenas Ring estava em uma fase mais adiantada de seu banco tendo até uma versão de teste fechada pronta enquanto Lui ainda não tinha um fornecedor de voz. Porém com muito investimento e pouco retorno, a Vocanext entrou em falência fazendo Ring e Lui serem cancelados. |
| Ji-loid                             | Baba Roy Shuzo (indie)                        | Japonês                  | Masculino                         |                                             | Um banco masculino com apenas uma única demo lançada publicamente. A única coisa que se sabe sobre ele é sua geração ser do Vocaloid 2. |
| MeAw                                | Starchild (King Records)                      | Japonês                  | Feminino duplo                    | Noey (Me); Jam (Aw)                         | A maior lenda urbana relacionada à Vocaloid, MeAw seriam duas Vocaloids anunciadas para a geração V2, porém com a Yamaha recém anunciar a geração V3 e também com a falência da subsidiária da King Records responsável para o desenvolvimento das MeAw e algumas contravenções relacionadas entre a King Records e a Yamaha fizeram a fama que MeAw não seriam Vocaloids oficiais, apenas em 2020 com Jam, fornecedora da voz de Aw que confirmou ao público que existia sim seus bancos de voz de ambas as garotas mas foram perdidas com o fechamento da Starchild. |
| Alys                                | Voxwave                                       | Francês e Japonês        | Feminino                          | Poucet                                      | Alys seria a primeira Vocaloid francesa à ser desenvolvida, porém a Yamaha nunca disponibilizou o devkit para a Voxwave que logo procurou outros softwares para produzir Alys. Em 2020 Alys virou open-source e tem todos os arquivos disponíveis ao público. |
| Zhanyin Lorra                       | NetEase; Shanghai HENIAN                      | Chinês                   | Feminino                          | Guixian Ren                                 | Lorra seria lançada após o lançamento de Yuezheng Ling porém com alguns atrasos e também com escândalo do ex-presidente da Shanghai HENIAN vir à público. Lorra foi cancelada. |
| Yao Luniang                         | Shanghai Wangcheng Information Technology Co. | Chinês                   | Feminino                          |                                             | Yao seria a 3.ª personagem feita junta à Zhang Chuchu e Yuecheng, porém nunca foi produzida. |
| HIPPI                               | 1st Place                                     | Japonês                  | Feminino                          |                                             | HIPPI (ou conhecida como "H") seria uma Vocaloid 4 que foi anunciada durante o segundo aniversário de IA, porém nunca foi lançada. Em 2020, foi anunciado que seu banco estaria sendo produzido para o CeVIO AI. Atualmente ela é uma Vtuber |
| ViNO                                | Akatsuke Virtual Artists                      | Japonês                  | Masculino                         |                                             | Contraparte para LUMi, nunca chegou a ser produzido. |
| Zing                                | Exit Tune, aquatrax                           | Chinês, Japonês e Inglês | Feminino                          |                                             | Zing era uma mascote do extinto jogo Zyon, porém nunca foi produzida. |
| SONiKA V4                           | Zero-G Limited                                | Inglês                   | Feminino                          |                                             | Update de SONiKA para o Vocaloid 4, cancelada devido o fim da geração V4 |

## Produtos Derivados

### Software
Vocaloid-flex
A Yamaha desenvolveu o Vocaloid-flex, um programa de síntese de voz baseado no Vocaloid, que contém um sintetizador de fala. De acordo com o anúncio oficial, ele permite que usuários editem o sistema fonológico mais delicadamente do que utilizando o software Vocaloid. Isso foi utilizado em um jogo chamado Metal Gear Solid: Peace Walker que foi lançado em 28 de abril de 2010. Esse programa também foi utilizado no robô modelo HRP-4C no CEATEC Japan 2009. O Vocaloid Gachapoid pode ser utilizado com este produto através do programa V-Talk.
VocaListener
Plug-in com versões para Vocaloid 3 e Vocaloid 4, capta a dinâmica vocal através de vocais gravados em .wav, possibilitando uma imitação idêntica do canto de uma pessoa, porém a qualidade do resultado depende diretamente da qualidade da gravação e da clareza da voz. Um canto baixo, reprimido irá dificultar o plug-in 'sentir' e captar a dinâmica vocal e imitá-la corretamente, como também um vocal claro porém gravado em baixa qualidade, por exemplo. Com esse plug-in é possível um resultado completamente natural e real de canto praticamente impossível de atingir pela edição manual dos parâmetros.
MikuMikuDance
Para auxiliar na produção de animações em 3D, o MikuMikuDance (MMD) foi desenvolvido como um programa independente. O programa freeware permitiu que uma grande quantidade de mascotes fossem criadas e também ajudou a promover as próprias canções.
MikuMikuMoving
O MikuMikuMoving (também conhecido como MMM) é o sucessor do MikuMikuDance. Ele possui a mesma finalidade de seu antecessor, mas contém muitas melhorias.
MikuMikuVoice
O MikuMikuVoice ou MMV é um programa que cria arquivos .vsq (utilizados pelo Vocaloid 2) e .mid (utilizados pelo Vocaloid) a partir de uma versão a capella de uma música. Isso agiliza a produção de covers. Também é possível importar o arquivo .vsq no MikuMikuDance para dar movimento à boca nas animações.
NetVocaloid
NetVocaloid é um serviço de síntese de voz online. Os usuários podem sintetizar vozes através de um dispositivo conectado à Internet, executando o Vocaloid no servidor. Esse serviço pode ser utilizado mesmo se o usuário não possui o programa Vocaloid. O serviço está disponível em inglês e japonês.
NetVocalis
NetVocalis é um programa que está sendo desenvolvido pela Bplats, criadores da série VY, e é similar ao VocaListener.
iVocaloid
Versão pra iPad e iPhone, apenas com as vozes de VY1, VY2, Aoki Lapis e Merli
Vocaloid 3 Editor Second Edition (SE)
Um novo editor lançado apenas pro aniversário de 10 anos da franquia, ele vem com 3 plugins de tarefas à mais, outros Vocaloids como VY1V3, VY2V3, Aoki Lapis, Mew e Tone Rion vem com o Tiny Editor SE, ele também utiliza os bancos de voz que não são da versão SE (como por exemplo KAITO V3, SeeU, Avanna, etc...) e do Vocaloid 2 (como Hatsune Miku, Prima, etc...). Todos os produtos SE (com a exceção do editor) irão substituir os produtos originais
Piapro Studio
Um programa desenvolvido pela Crypton para seus Vocaloid 3, ele serve como um Vocaloid 3 Editor alternativo para os usuários que não tem o editor completo. Recentemente, possui nova edição utilizando a engine do Vocaloid 4.
Piapro Studio E.V.E.C - Enhanced Voice Expression Control
O E.V.E.C "Controle de Expressão de Voz Aprimorado" é uma interface que utiliza fonemas adicionais de cores (tons) de voz adicionais, incluindo expiração curta ou longa de sílabas (apenas bancos de voz Vocaloid 4 da Crypton possui os fonemas para esse recurso exclusivo). Esses fonemas adicionais podem ser usados no editor Vocaloid padrão, de forma menos intuitiva através da edição manual de fonemas.
Vocaloid Editor for CUBASE NEO e Vocaloid 4 Editor for CUBASE
Este é um editor novo compatível com o software Cubase. Ele serve também serve como um Vocaloid 3 e Vocaloid 4 Editor para usuários Mac
Mobile Vocaloid Editor
Versão do Vocaloid 4 para iPad

Vocaloid for Education
Nova versão do V4 voltado para as escolas, ele auxiliará crianças à aprender músicas.

### Hardware
O Vocaloid tem quatro versão de Hardware, são elas: Vocaloid-board, Vocaloid Keyboard, eVocaloid e Pocket Miku.

## Jogos
Existem vários jogos entre oficiais e criados por fãs sobre Vocaloid, sendo ou não com a utilização do mesmo.

### Lista de jogos oficiais sobre Vocaloid
| Nome                                             | Vocaloid | Desenvolvedor      | Plataforma                              |
| ------------------------------------------------ | --- | ------------------ | --------------------------------------- |
| Metal Gear Solid: Peace Walker                   | Metal Gear ZEKE | Konami             | PSP                                     |
| Hatsune Miku: Project DIVA                       | Hatsune Miku MEIKO KAITO Luka Rin/Len | SEGA               | PSP PS3                                 |
| Hatsune Miku: Project Diva Arcade                | Hatsune Miku MEIKO KAITO Luka Rin/Len | SEGA               | Arcade                                  |
| Hatsune Miku: Project Diva 2nd                   | Hatsune Miku MEIKO KAITO Luka Rin/Len | SEGA               | PSP PS3                                 |
| Hatsune Miku: Project Diva Extend                | Hatsune Miku MEIKO KAITO Luka Rin/Len | SEGA               | PSP PS3                                 |
| Hatsune Miku and Future Stars: Project Mirai     | Hatsune Miku MEIKO KAITO Luka Rin/Len Gumi | SEGA               | Nintendo 3DS                            |
| VOCANOVA                                         | Luo Tianyi | Shanghai He Nian   | iPad                                    |
| Dynasty Warriors 8                               | Akikoloid-chan (Easter egg) | Koei               | PS3                                     |
| MEGPOID the Music#                               | GUMI | ParaPhay           | PSP                                     |
| IA Clubline Pack                                 | IA | Taito Corporation  | iPod touch iPhone iPad                  |
| Krazy Rain 2 Battle                              | SeeU | SBS Artech         | iOS                                     |
| VocaloidAMA                                      | VY1 | Yamaha Corporation | iOS                                     |
| Lapis Night                                      | Aoki Lapis | Studio Deen        | iOS Android                             |
| Lapis and the Strange Labyrinth                  | Aoki Lapis | Studio Deen        | iOS Android                             |
| Merli Night                                      | Merli | Studio Deen        | iOS Android                             |
| Lapis and the Magic Melody                       | Aoki Lapis Merli | Studio Deen        | iOS Android                             |
| Miku Flick                                       | Hatsune Miku | SEGA               | iPod touch iPhone iPad                  |
| Miku Flick 02                                    | Hatsune Miku | SEGA               | iPod touch iPhone iPad                  |
| Hatsune Miku Live Stage Producer                 | Hatsune Miku | SEGA               | smartphone iOS                          |
| Hatsune Miku -Project DIVA- f                    | Hatsune Miku MEIKO KAITO Luka Rin/Len | SEGA               | PS Vita PS3                             |
| Hatsune Miku -Project DIVA- f 2nd                | Hatsune Miku MEIKO KAITO Luka Rin/Len | SEGA               | PS Vita PS3                             |
| Hatsune Miku and Future Stars: Project Mirai 2nd | Hatsune Miku MEIKO KAITO Luka Rin/Len Gumi | SEGA               | Nintendo 3DS                            |
| 575 Utayomi                                      | Masaoka Azuki Kobayushi Matcha | SEGA               | iOS (contém uma versão LITE de cada VB) |
| 575 Utakumi                                      | Masaoka Azuki Kobayushi Matcha | SEGA               | PS Vita                                 |
| Daigassou! Band Brothers P                       | O game usa o motor do Vocaloid 3 e o próprio jogador pode criar um Vocaloid com o microfone do 3DS VY1 (banco padrão pré-instalado) Aoki Lapis (DLC) Gakupo (DLC) Gumi (DLC) ZOLA Project (DLC) Galaco Red & Blue (DLC) Mayu (DLC) Sachiko (DLC) ARSloid (DLC) | Nintendo           | Nintendo 3DS                            |
| IA/VT - COLORFUL -                               | IA - Aria on the Planets - IA ROCKS | Marvelous AQL      | PSVita                                  |
| Elsword                                          | SeeU (nova atualização) | KOG studios        | PC                                      |
| Zyon                                             | Luo Tianyi Yan He Yuezheng Ling Mayu | Aquatrax           | iOS Android                             |
| Project Diva: Future Tone                        | Hatsune Miku MEIKO KAITO Luka Len/Rin | SEGA               | PS4                                     |
| Project Diva: Future Tone DX                     | Hatsune Miku MEIKO KAITO Luka Len/Rin | SEGA               | PS4                                     |
| Hatsune Miku: Colorful Stage!                    | Hatsune Miku MEIKO KAITO Luka Len/Rin | SEGA               | iOS Android                             |

## Mascotes
Existem alguns Vocaloids fanmades, que são personagens criados por fãs que admiram muito as personagens, usando a voz de um Vocaloid já existente com parâmetros específicos. A Crypton Future Media (uma das empresas que desenvolvem Vocaloids) adotou algumas mascotes que foram criados pelo público, eles são: Neru Akita, Haku Yowane, Luka Tako ("Luka Polvo") e Miku Hachune. Muitas pessoas confundem Miku Hatsune com Miku Hachune, mas são duas personagens diferentes. Miku Hachune é uma versão pequena e amedrontadora da personagem Miku Hatsune.

## Confusões entre Vocaloids e UTAUloids
É comum a confusão da personagem Teto Kasane com uma Vocaloid, mas na verdade ela é uma UTAU, que não tem ligação com o Vocaloid. É fato que a Teto teve os direitos de utilização da voz comprados pela Crypton (comprovado pela presença de músicas dela em CDs oficiais), porém o banco de voz continua sendo de uso gratuito no UTAU. Não há ligação real entre Vocaloid e UTAU. São somente 2 sintetizadores de voz distintos. Acham que Teto é Vocaloid pelo simples fato do ocorrido em 1.º de abril de 2008. Nesse dia, um rumor se espalhou afirmando que a Crypton Future Media havia lançado um novo Vocaloid, ou seja, o CV04. Que seria Teto Kasane. Mas tudo não passou de uma brincadeira. Ainda assim, ela acabou ficando famosa com essa brincadeira e por isso muitos a confundem com uma Vocaloid.
Macne Nana (estilizada como Mac音ナナ), do software SugarCape, também é uma UTAU e Vocaloid 3, ganhou um banco japonês e outro inglês (para o Vocaloid 3), se tornando a 1.ª UTAUloid a ganhar uma versão para Vocaloid oficial. Quase o mesmo ocorreu com as UTAUloids Makune Hachi  e Namida: a fornecedora de voz da Hachi (Misha) foi convidada pela VocaTone para fornecer sua voz ao projeto da Vocaloid Ruby (Vocaloid 4) e AkiGlancy (fornecedora de voz da Namida) iniciou o projeto de Daina com Kenji-B e CircusP, e o escolhido foi Kenji-B para ser o parceiro de Diana. E assim como Nana; Hachi e Namida tiveram todos seus bancos de voz para UTAU retirados dos sites em que se podia baixá-los. Diferente de Namida, Hachi e Nana, Kenji Baionoto (UTAUloid de Kenji-B) não teve bancos retirados após o lançamento do Vocaloid4 DEX, por motivos desconhecidos.